# Papey
Papey és l'illa més extensa de la costa oriental d'Islàndia amb 2 km² de superfície i l'única poblada fins fa unes dècades en què hi havia una granja i una església construïda el 1902.

## Orografia
És desigual, pantanosa i es troba ben coberta de vegetació. L'indret més alt de l'illa, Hellisbjarg, té 58 m d'altitud. Hi ha diverses illes més petites al seu voltant i té dos ports naturals: el principal és Selavogur, localitzat a l'oest, i l'altre és Attaeringsvogur ubicat al nord-oest. Un accident geològic digne d'esment és una impressionant roca anomenada Kastali (El Castell), la qual, segons la llegenda, és la llar de totes les fades de l'illa.

## Fauna i flora
Els ocells marins (com ara, somorgollaires -Uria aalge-) abunden als penya-segats i un gran nombre d'èiders i gavinetes hi nien durant la temporada de cria. A més, hom calcula que al voltant de 30.000 parelles de frarets (Fratercula arctica) hi fan estada durant l'estiu. Pel que fa a la flora, 124 espècies hi són presents.

## Història
Hom creu que fou ocupada en un principi per monjos irlandesos (abans de la colonització escandinava d'Islàndia), els quals foren anomenats papar i donaren el seu nom a l'illa. Diverses peces de petits crucifixos de fusta foren descoberts el 1927 i també hi ha restes de ruïnes antigues que encara no han estat excavades. El 1972, l'arqueòleg Kristian Eldjarn hi excavà una granja del segle x, un habitatge i un estable per a allotjar vaques. L'únic far de l'illa fou bastit el 1922.